# Arco de La Défense
El Arco de La Défense (en francés: Arche de la Défense) o Gran Arco (en francés: Grande Arche) es un edificio de oficinas situado en el distrito financiero de La Défense, al oeste de París, en el territorio del municipio de Puteaux. Inaugurado en 1989, en el bicentenario de la Revolución Francesa, con el nombre de Gran Arco de la Fraternidad (en francés: Grande Arche de la Fraternité), y construido a lo largo del eje histórico de París, fue uno de los Grands Projets de François Mitterrand, realizados durante su premier mandato como presidente de Francia.

## Historia

### Idea y concurso
Dos presidentes de Francia habían tenido como proyecto marcar el eje histórico de París con una obra arquitectónica monumental: Georges Pompidou (con un proyecto de Ieoh Ming Pei, otro proyecto de Émile Aillaud y sobre todo la Tour Lumière Cybernétique de Nicolas Schöffer), y Valéry Giscard d'Estaing (con un proyecto de Jean Willerval). Sin embargo, fue finalmente el presidente François Mitterrand quien materializó esta idea, bajo el nombre de Projet Tête Défense.

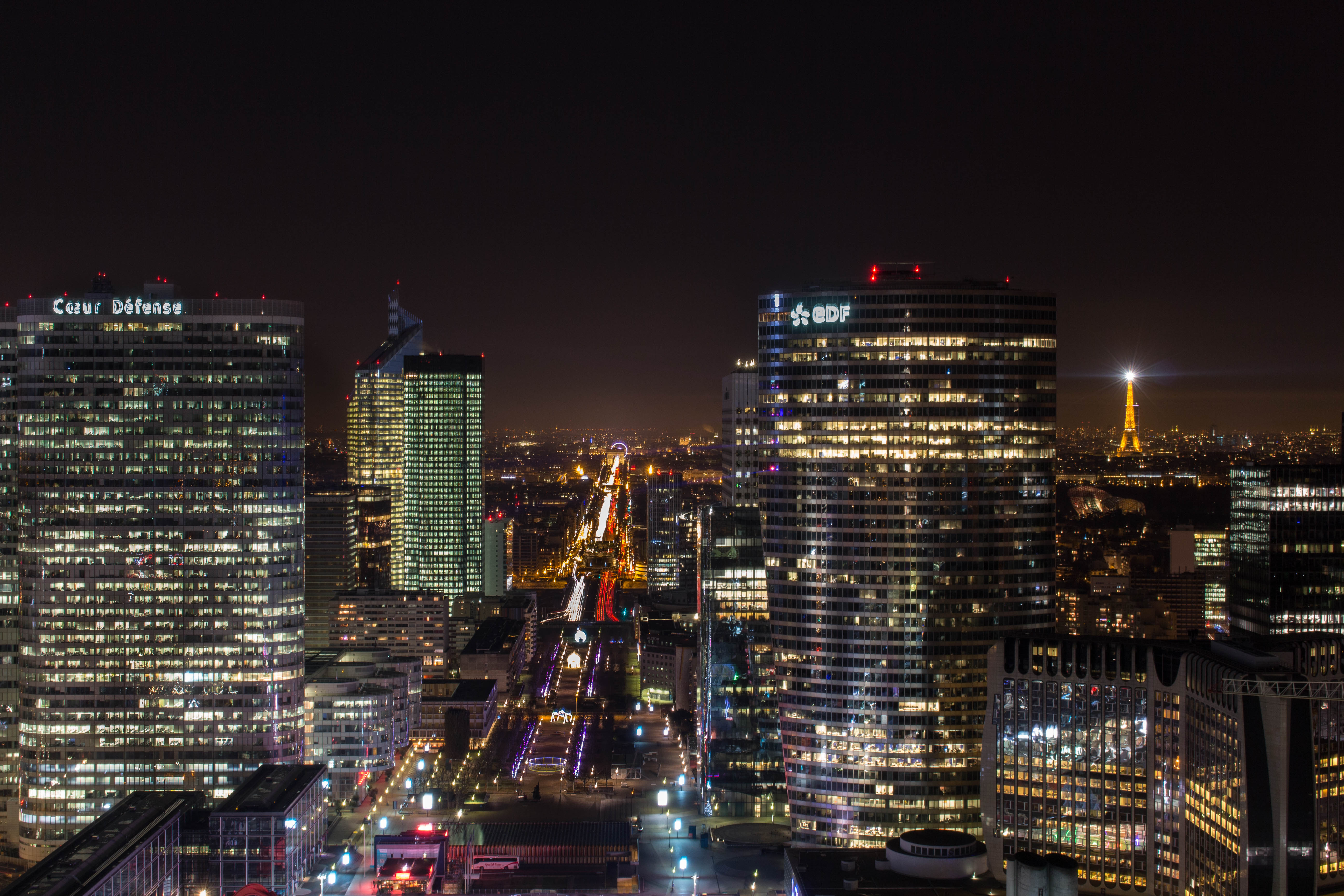
Vista nocturna desde el Arco de La Défense.

Serge Antoine, asesor del Tribunal de Cuentas y apasionado de la futurología, fue el encargado de precisar el programa de este proyecto. En su informe, entregado en marzo de 1982, estimó en 2000 millones de francos el coste de la operación, a los cuales había que añadir otros 276 millones para la preparación del terreno y 300 millones más en concepto de coste de oportunidad. El 7 de julio de 1982, Roger Quilliot, ministro de urbanismo y de vivienda, y Robert Lion, presidente de la EPAD, convocaron un concurso internacional de arquitectura, al que se presentaron 424 proyectos anónimos procedentes de todo el mundo, de los cuales el jurado seleccionó cuatro y se los presentó al presidente. El 25 de mayo de 1983, François Mitterrand, de acuerdo con la propuesta del jurado, escogió el proyecto del arquitecto danés Johan Otto von Spreckelsen, profesor de la Real Academia de Bellas Artes de Dinamarca, un arquitecto desconocido sin estudio, pero cuya propuesta sedujo por su forma fetiche, sobre la cual había trabajado desde hacía muchos años, un cubo abierto para formar un gran arco. Para responder a las exigencias técnicas, Spreckelsen se asoció al ingeniero-diseñador danés Erik Reitzel, que se dio cuenta de que para instalar los cimientos del arco había que respetar la autopista y las líneas ferroviarias presentes en el subsuelo. Spreckelsen tuvo entonces la idea de colocar el cubo no alineado exactamente con el eje histórico, sino formando un ángulo de 6,30° con él, dando así profundidad al monumento.
Las relaciones entre Spreckelsen y sus clientes (el Ministerio de Fomento, el EPAD, la empresa que gestionaba el centro de comunicación y la Caisse des dépôts et consignations) fueron difíciles. El reglamento del concurso estipulaba que si el vencedor resultaba extranjero debía de ser ayudado por un equipo técnico francés, más familiarizado con los engranajes administrativos nacionales. El arquitecto danés decidió en enero de 1984 confiar la responsabilidad de la construcción a Paul Andreu. Llevadas a cabo por la empresa francesa de obras públicas Bouygues, las obras empezaron en 1985, y en ellas trabajaron dos mil personas. En abril de 1986, el nuevo gobierno de Jacques Chirac cuestionó el carácter público del edificio y suprimió el Carrefour International de la Communication («Centro Internacional de la Comunicación»). Spreckelsen, molesto por la desnaturalización de su proyecto, dimitió y murió unos pocos meses más tarde.

### Construcción
La construcción del Arco de La Défense supuso uno de los mayores desafíos encontrados para la realización de un edificio. Las principales dificultades estuvieron relacionadas con el diseño de la estructura, la elección de los métodos de construcción y las dificultades para cumplir los plazos. Las obras duraron cuatro años y en ellas trabajaron dos mil obreros. Los directores de obras, frente a tal desafío, querían realizar un trabajo de calidad y precisión. En palabras del director general de la constructora, Bouygues, «el Arco de La Défense es a la vez un edificio que alberga oficinas, salas de exposición... y un monumento cuyos cimientos, estructuras y luces plantearon dificultades técnicas dignas de una gran obra». Las obras fueron supervisadas por el arquitecto Paul Andreu, que sustituyó a Johann Otto von Spreckelsen. Una vez terminado, el Arco de La Défense tiene forma de cubo abierto de 106,9 m de anchura, 110,9 m de altura y 112 m de longitud, y contiene un total de 37 plantas.

#### El diseño de la estructura
Los principales aspectos estudiados fueron los cimientos, los dispositivos de apoyo y los cálculos (estructura, nodos, armaduras…). Estos estudios resultaron en la realización de tres mil quinientos planos de la estructura, necesarios para la realización del edificio.
Las 300 000 toneladas que pesa el edificio reposan sobre doce puntos de apoyo, que son pilotes de hormigón. Cada pilote soporta por tanto un peso del orden de cuatro veces el de la Torre Eiffel. La base de estos pilotes está a treinta metros por debajo del nivel del suelo, sobre una capa de piedra caliza de catorce metros de espesor, que a su vez se encuentra sobre una capa de terreno margoso de cuarenta y un metros de profundidad. Era la primera vez que se construyó en La Défense un edificio que soportara estas cargas. Para contrastar los resultados de los cálculos de los asientos, durante las obras se realizaron regularmente mediciones de estos asientos, que se mostraron siempre inferiores a las estimaciones calculadas.
Los pilotes están coronados por capiteles que sirven de soporte a la estructura del edificio. Para absorber las variaciones dimensionales debidas a las deformaciones y a las dilataciones, así como a las vibraciones inducidas por el tráfico rodado y ferroviario, se colocaron cuarenta y ocho placas de neopreno entre los capiteles de los pilotes y la estructura del edificio. Además, se colocaron dispositivos para poder cambiar estas placas durante toda la vida del edificio. Para validar la solución técnica propuesta, se realizó una maqueta idéntica a la solución final. De la misma manera que una leyenda urbana afirma que hay cilindros hidráulicos a los pies de la Torre Eiffel, se difundió una información errónea sobre la presencia de cilindros hidráulicos para soportar este edificio.
Teniendo en cuenta la coexistencia de partes en hormigón armado y partes en hormigón pretensado, la necesidad de proporcionar un corte del edificio en tres dimensiones, y la gran cantidad de cálculos necesarios para evaluar los asientos, se tuvo que realizar una modelización muy detallada del edificio. Este modelo reposaba sobre un conjunto de 11 000 barras y 6500 nodos.
Estos cálculos mostraron la necesidad de instalar en la obra un dispositivo para mantener verticalmente las dos «patas» del edificio hasta que se colocara la plataforma superior (el dintel del arco), debido a que es esta plataforma la que asegura la estabilidad del edificio. Por esta razón, se colocaron cuatro refuerzos equipados de cilindros hidráulicos de dos mil barras cada uno en la planta quince, que se mantuvieron hasta el final de las obras.

#### Los métodos de construcción

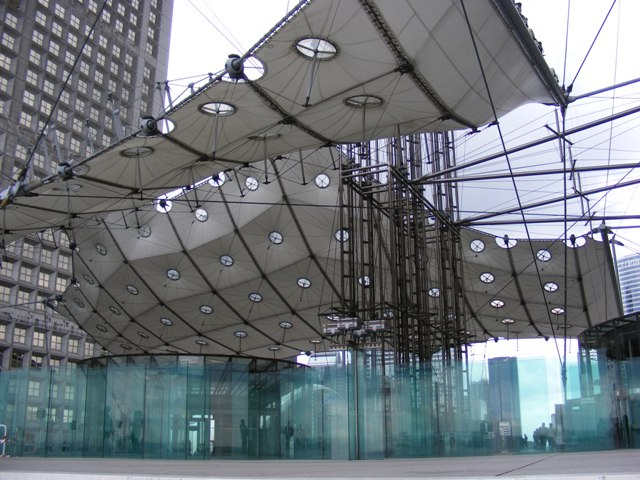
Estructuras presentes en el interior del hueco.

En este sentido, la mayor dificultad era concebir los medios de producción y de transporte a la obra de los 150 000 m³ de hormigón necesarios para los 220 000 m² de forjados. Por esta razón, se desarrollaron numerosas innovaciones para llevar a cabo este delicado proyecto, en particular la organización de un ciclo de construcción sobre cuatro días y la realización de la plataforma superior.
La única parte repetitiva de la construcción residía en las patas, que albergaban el 50 % de los forjados a construir. Con el objetivo de cumplir con los plazos impuestos, resultó evidente que había que construir en cuatro días simultáneamente las dos plantas del mismo nivel de cada pata. Pese a que la organización que había que establecer es la habitual en un edificio clásico, la complejidad era grande, y se debía a elementos como la megaestructura portante, constituida por muros de 1,7 metros de espesor que envuelven los conductos de servicio; los muros piñón adosados a otros conductos de servicio; y las fachadas en encaje de hormigón, que había que realizar con gran precisión para permitir la futura colocación de los paneles de vidrio.
Se instalaron once grúas torre en la obra: ocho para la construcción de las infraestructuras, cuatro para la construcción de la base, cuatro para la construcción de las dos patas, y dos para la construcción de la plataforma superior. La altura de los encofrados de las mega-vigas de la base y del techo era de nueve metros. Teniendo en cuenta la falta de espacio, se tuvo que organizar de manera precisa la instalación y posteriormente la utilización de las grúas. Para evitar la saturación de las grúas, todo el hormigón fue vertido con bombas. La organización debía hacer frente a los imprevistos y era impensable retrasarse media hora, a riesgo de poner en peligro un día entero. Se concedió una atención particular a la disponibilidad cotidiana de los encofrados y herramientas.
La construcción de la plataforma superior también fue un gran desafío: se trataba de poner en obra más de 30 000 toneladas de hormigón a unos cien metros de altura, por encima del hueco del arco. La plataforma superior reposa sobre cuatro mega-vigas pretensadas de 110 metros de longitud, 70 metros de luz libre y 9,5 metros de altura, cada una de las cuales pesa 2500 toneladas. Para construirlas, se instaló un pórtico rodante de 90 metros de altura y 70 metros de anchura. Esta imponente herramienta estaba coronada por pistas sobre las cuales circulaban los encofrados de diez metros de longitud que permitieron realizar las vigas en siete secciones. Cada una de estas secciones se componía de más de 100 metros cúbicos de hormigón, lo que provocaba presiones muy altas sobre los encofrados. Una vez realizada cada viga, el hormigón fue pretensado, y posteriormente todo el pórtico se desplazó 21 metros para permitir la realización de la siguiente viga. Hay otras vigas secundarias de la misma altura que conectan las vigas principales y terminan en las ménsulas que sostienen los tímpanos en mármol del edificio. La colocación de estas ménsulas en voladizo de 25 metros también fue extremadamente compleja.

#### Dificultades de la construcción

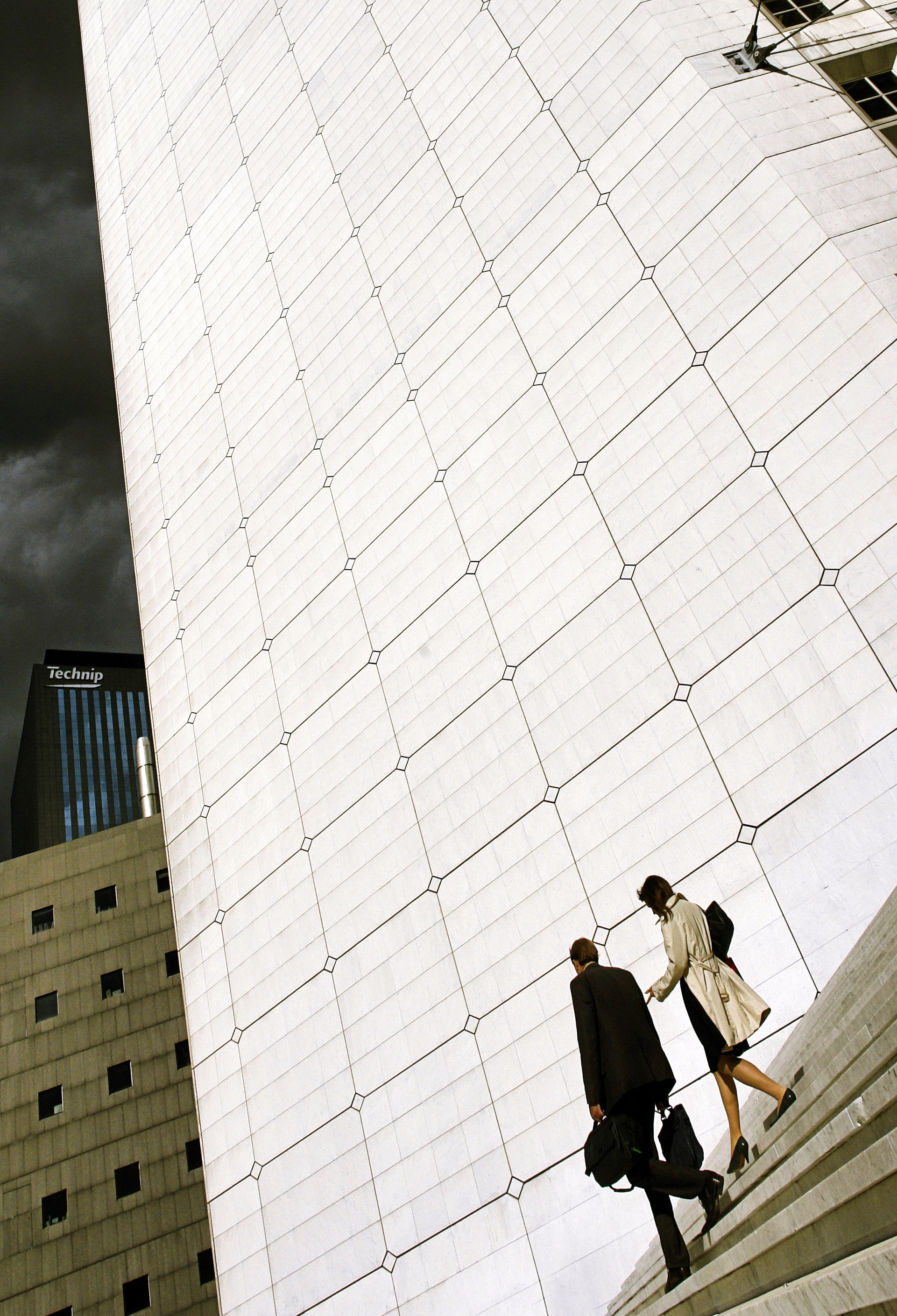
Detalle de una de las patas del edificio.

Las dificultades principales encontradas durante la ejecución de las obras se debieron a la falta de espacio, a la gran cantidad de trabajos complejos que había que gestionar, a las exigencias de rapidez de ejecución y a la precisión necesaria.
La dificultad principal se debía a que se construyó el edificio más grande de La Défense en una zona ya muy congestionada en superficie por numerosos edificios terminados y ocupados y vías importantes de circulación como el bulevar circular, pero también en el subsuelo por las líneas del Metro de París, del RER, las autopistas y una vía de SNCF. Teniendo en cuenta estas limitaciones, se tuvo que organizar en detalle la implantación de los sistemas de transporte vertical, las zonas de apoyo provisionales, y las zonas de circulación de la maquinaria y del personal. Se utilizó también un tramo de autopista que no estaba todavía en servicio, pero se encontraba a varios cientos de metros de la obra.
Las actividades de la obra y la duración de cada una de ellas habían sido especificadas en detalle antes del inicio de la construcción. Las exigencias más delicadas a respetar fueron las relativas a la construcción de las megaestructuras y, sobre todo, las relativas al ciclo de cuatro días de las plantas. Este ciclo estaba constituido por una multitud de tareas interdependientes, detalladamente planificadas, pero sujetas a un gran número de riesgos, en particular el viento, que ralentizó las maniobras de colocación de los encofrados.
Los cálculos hechos para dimensionar las piezas de la estructura habían producido importantes requisitos sobre su realización; esto hizo que surgiera la dificultad de la conciliación de las exigencias de velocidad de ejecución con la precisión requerida. Entre estos numerosos requisitos, se pueden mencionar los debidos al pretensado del hormigón, que —por ejemplo— provoca un acortamiento de 4 cm en una viga de 110 metros de longitud. Esta precisión también era necesaria para la colocación de los 25 000 m² de vidrio antirreflectante y los 35 000 m² de mármol de Carrara que revisten las fachadas. Las caras exteriores del edificio están recubiertas por placas de vidrio de 5 cm de espesor, tratadas especialmente para impedir cualquier deformación óptica y resistir al viento.

### Inauguración
La inauguración del edificio tuvo lugar en julio de 1989, dos años después de la muerte de Johan Otto von Spreckelsen. El año 1989 estuvo marcado por celebraciones de envergadura como las del centenario de la inauguración de la Torre Eiffel, y el bicentenario de la Revolución Francesa y de la declaración de los derechos del hombre y del ciudadano. La apertura al público del edificio el 26 de agosto de 1989 coincidió justamente con la conmemoración de este último evento. Además, al mismo tiempo se celebró La cumbre del G7.

### Explotación

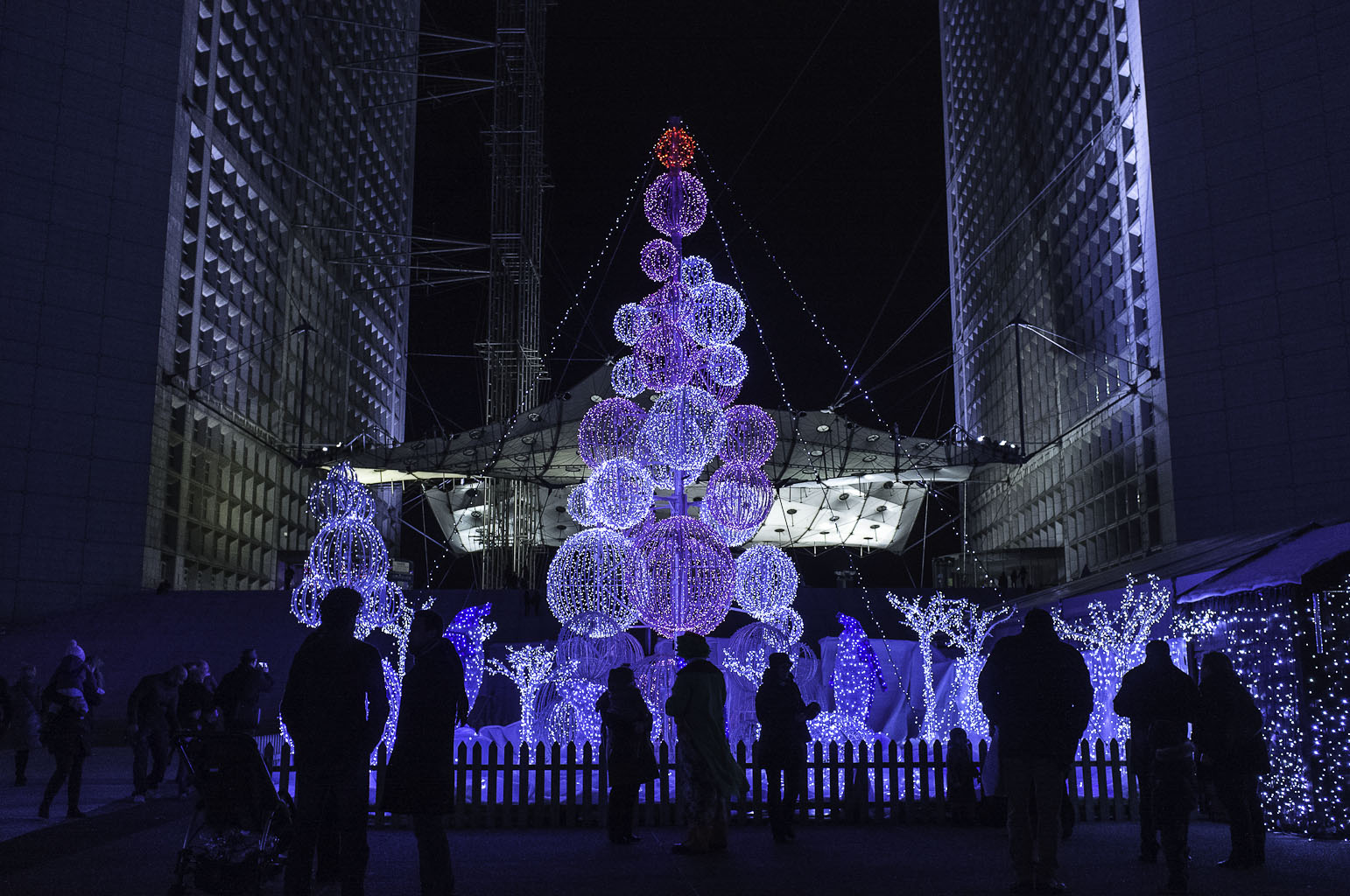
Decoración navideña del Arco de La Défense.

En 2007, el gobierno consideró el agrupamiento de las oficinas centrales del Ministerio de Fomento en una nueva torre en el marco del plan de reactivación del distrito financiero de La Défense, y propuso financiar esta operación con la venta de la superficie que ocupaba en el Arco de La Défense. También se estudió la protección del edificio como monument historique, con el objetivo de conservar su arquitectura.
El 24 de abril de 2010, se cerró al público el acceso al techo del arco. En efecto, la caída de una polea el 4 de abril obligó al ministerio a suspender inmediatamente la utilización de los ascensores panorámicos por razones de seguridad. Desde el 4 al 24 de abril, se había permitido que los visitantes accedieran a los museos pasando por los ascensores situados en las columnas del arco. El ministerio inició también una auditoría para conocer las causas exactas de este accidente, y los ascensores fueron reparados durante el verano.
El ministerio anunció primero un retraso de la reapertura de cuatro meses, y posteriormente una reapertura en enero de 2011. Finalmente comunicó que tenía la intención de cerrar definitivamente el arco al público y transformar la superficie del techo del arco en oficinas y salas de reunión, privando así a los Altos del Sena de su monumento más visitado, con unos 250 000 visitantes al año. El cierre del techo provocó el despido de unas cuarenta personas. En 2013 empezó el proceso jurídico de expulsión de la empresa explotadora del techo del arco, lo que convirtió al ministerio en propietario oficial del techo.

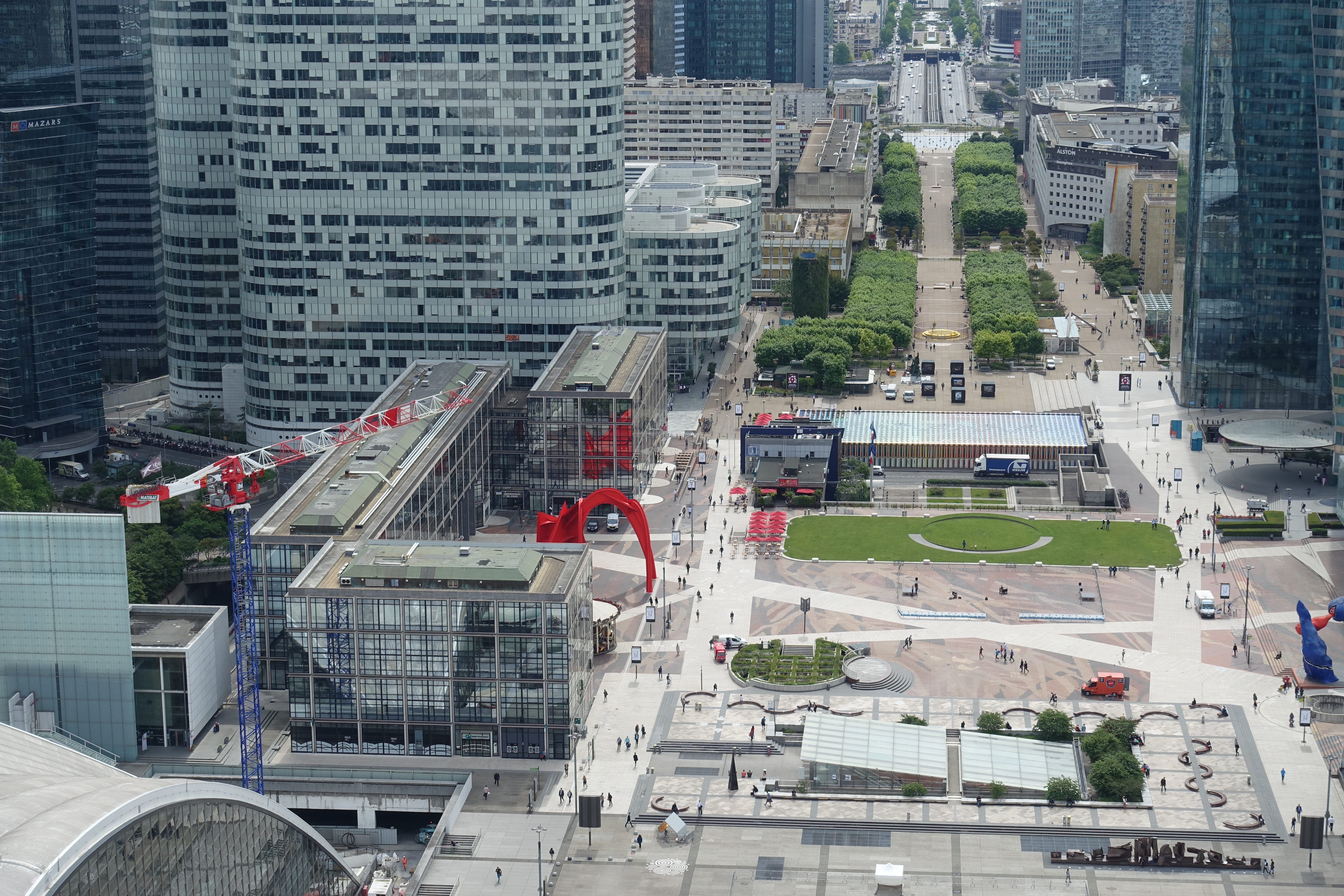
Vistas desde el mirador del arco.

El 3 de diciembre de 2014, Olivier de Guinaumont, director de proyectos de Eiffage, anunció el lanzamiento de un proyecto de renovación del Arco de La Défense, que contaba con un presupuesto estimado de 192 millones de euros. Este proyecto pretendía remodelar completamente el interior del pilar sur, reabrir el techo y sustituir el mármol de las fachadas y escaleras por granito, ya que se estaba deteriorando debido a la «rotura granular», acelerada por la contaminación atmosférica. Esta renovación se completó en marzo de 2017. El Estado se convirtió en nudo propietario y pagó a Eiffage bajo la forma de un alquiler gratuito durante veinte años. El 12 de septiembre de 2016, quince arquitectos de renombre criticaron, en una tribuna de Le Monde, a los propietarios de la pared norte del edificio porque «decidieron no coordinarse con las obras llevadas a cabo por el Estado, e incluso sustituyeron las placas de mármol que faltaban por placas en chapa esmaltada del mismo color». Pidieron además al Estado que asegurara la protección de los grandes monumentos que él mismo había contribuido a construir.
El 16 de junio de 2017, tras la finalización de las obras de renovación del pilar sur y del techo, y tras ocho años de clausura al público, el arco reabrió con un espacio de exposición de 1200 m² dedicado al fotoperiodismo, un auditorio y un restaurante. Se añadieron además dos nuevos ascensores.

## Arquitectura

### Situación
El Arco de La Défense se encuentra en el eje histórico de París, o vía real, donde está acompañado por otros monumentos como el arco de triunfo de la Estrella, el obelisco de la Place de la Concorde, el Jardín de las Tullerías, el arco de triunfo del Carrusel y la estatua ecuestre de Luis XIV en el patio Napoleón del Palacio del Louvre. Sin embargo, en realidad el Arco de La Défense forma un ángulo de 6,30° con el eje, debido a dos razones:
- En primer lugar, desde un punto de vista técnico, Erik Reitzel tuvo que instalar los cimientos de la estructura del arco respetando la autopista y las líneas ferroviarias existentes en el subsuelo, así como el proyecto de prolongación de la línea 1 del Metro de París,
- Por otra parte, desde un punto de vista simbólico, Johan Otto von Spreckelsen aprobó el giro de 6,30° porque ponía en valor el volumen del cubo y recreaba el giro existente entre la Cour Carrée del Louvre y el eje histórico.

### Forma

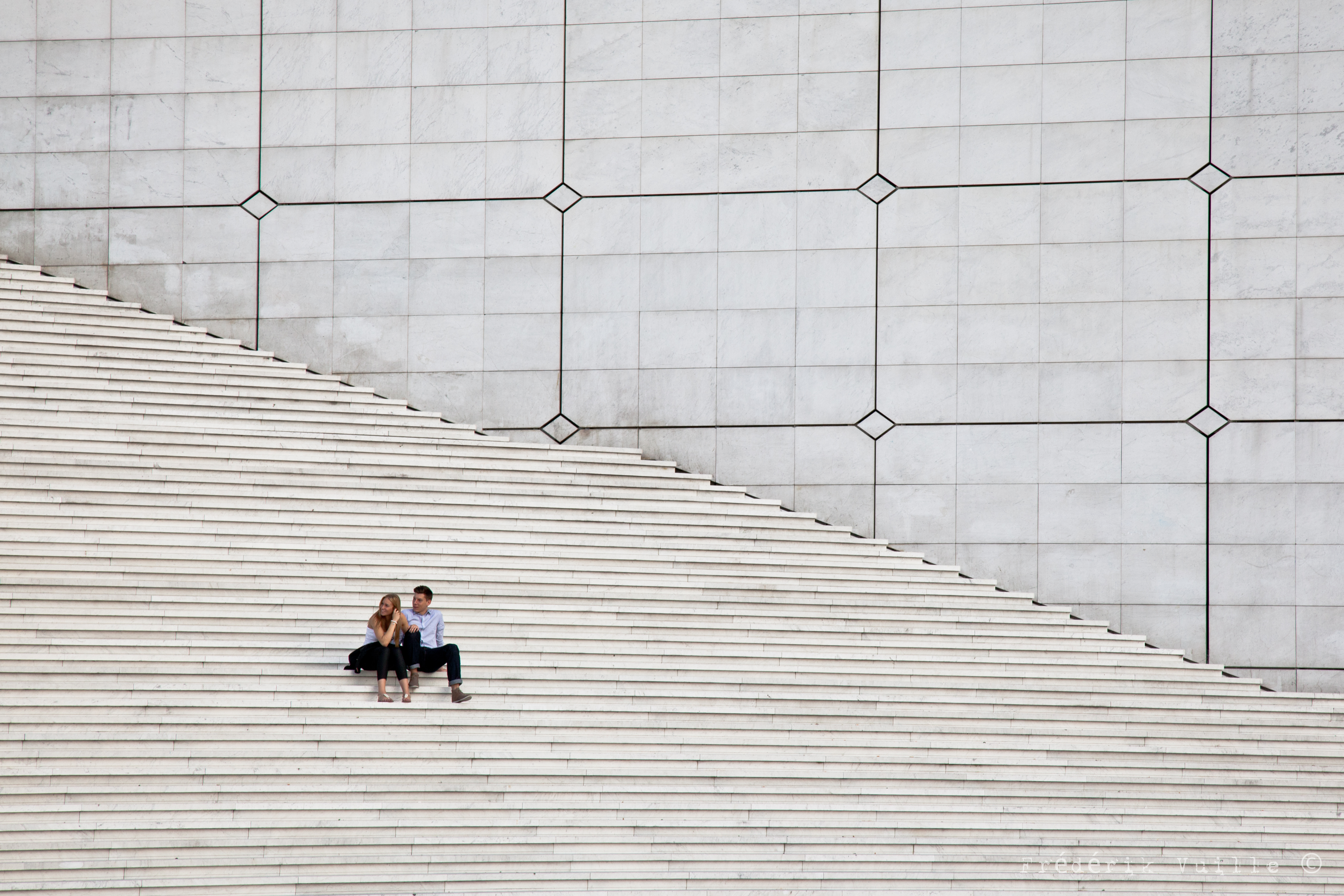
Las escaleras del arco

Johan Otto von Spreckelsen y Erik Reitzel concibieron el Arco de La Défense como una versión del siglo XX del Arco de Triunfo de París, pero en este caso sería un monumento dedicado a la humanidad y a los ideales humanitarios en lugar de a las victorias militares. El arco tomó la forma de un cubo vaciado en su centro, que mide 112 m de longitud, 106.9 m de anchura y 110.9 m de altura. En el hueco interior cabe la Catedral de Notre Dame. El edificio se parece a un hipercubo en cuatro dimensiones que está proyectado en el mundo tridimensional.

### Materiales

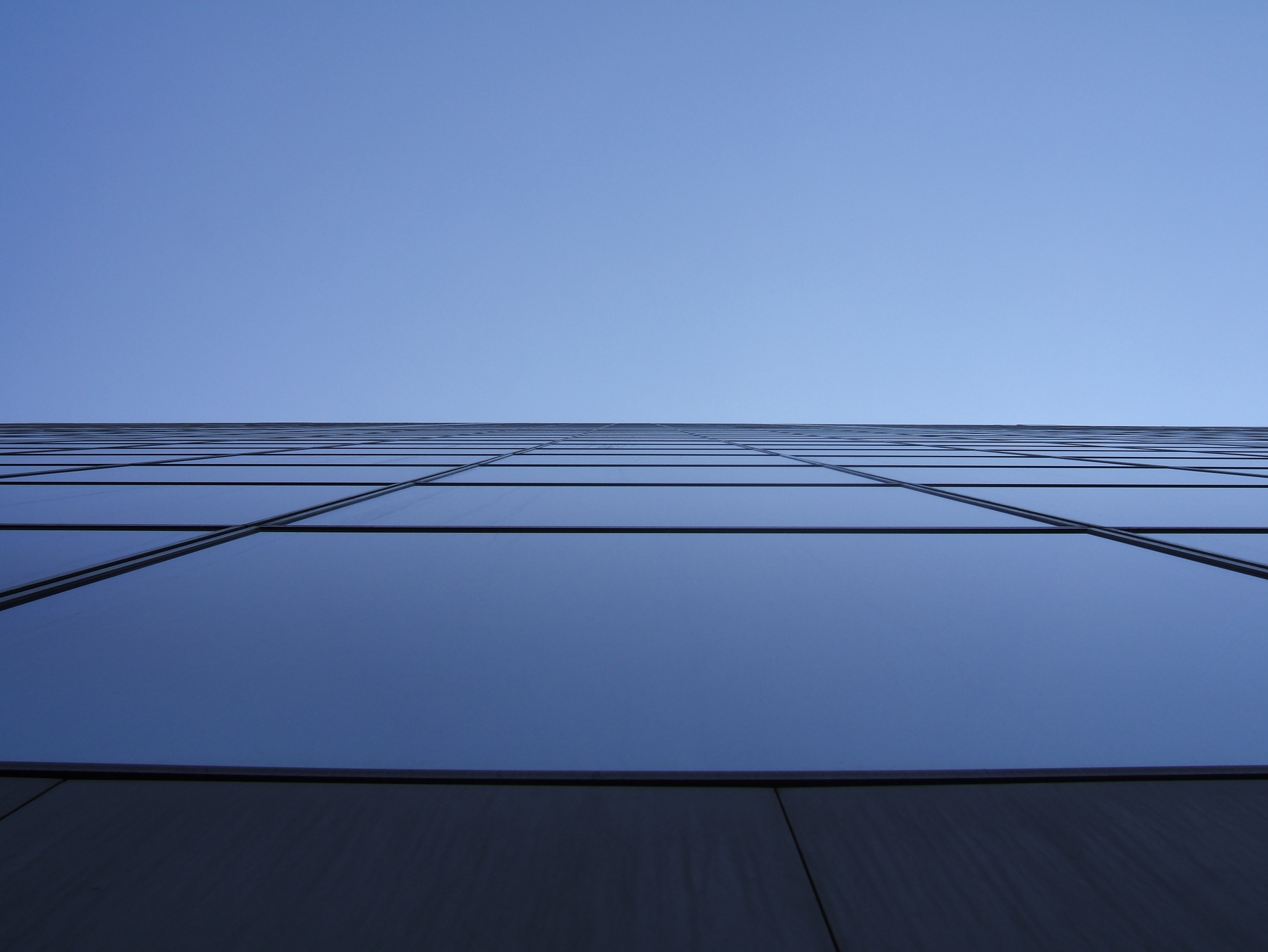
La fachada norte del edificio.

Johan Otto von Spreckelsen y Erik Reitzel utilizaron materiales de gran calidad para la obra: hormigón pretensado con humo de sílice, que combina resistencia y flexibilidad, 25 000 m² de vidrio antireflectante, 35 000 m² de mármol de Carrara… Sin embargo, el mármol resultó ser demasiado poroso, por lo que absorbe el agua, se hincha y se desengancha. El mármol gris de las fachadas norte y sur tuvo que ser sustituido por granito diez años después de su construcción, y el mármol blanco de las fachadas este y oeste experimentó el mismo problema. Las caras exteriores del arco están revestidas con placas de vidrio de 5 cm de espesor, tratadas especialmente para impedir cualquier deformación óptica y resistir a los fuertes vientos. Las otras caras están revestidas con placas de mármol blanco de Carrara y de granito gris.

## Utilidad
En 2007 el Ministerio de Ecología, Desarrollo Sostenible, Transporte y Vivienda era el propietario del pilar sur, del techo y de las dos escaleras monumentales. AXA y la Caisse des dépôts eran los propietarios del pilar norte. El techo del Arco de La Défense albergaba, hasta su cierre al público, un centro de congresos y de exposiciones, el Museo de la Informática, el Museo del Videojuego, el club Toit citoyen, el restaurante gastronómico ô110 y un mirador que ofrecía una vista panorámica de todo el barrio de La Défense y el oeste de París. Se podía acceder a estas instalaciones mediante un grupo de ascensores panorámicos situados en el hueco del arco.
A partir de 2009, la IÉSEG School of Management instaló su campus parisino en la base del Arco de La Défense, sustituyendo al centro de información sobre Europa llamado Sources d'Europe, que cerró sus puertas en junio de 2004 pero cuyos fondos fueron transferidos a La Documentation française. El Bureau d'Enquêtes sur les Événements de Mer (Oficina de investigación de accidentes marítimos) tiene su sede en el pilar sur del Arco de La Défense.

## Transporte
El Arco de La Défense está servido por:
- La línea A del RER, las líneas L y U del Transilien y la línea 2 del Tranvía de París, a través de la Estación de La Défense;
- La línea 1 del Metro de París, a través de la estación de La Défense;
- quince líneas de bus RATP;